# Lorenzo Vázquez de Segovia

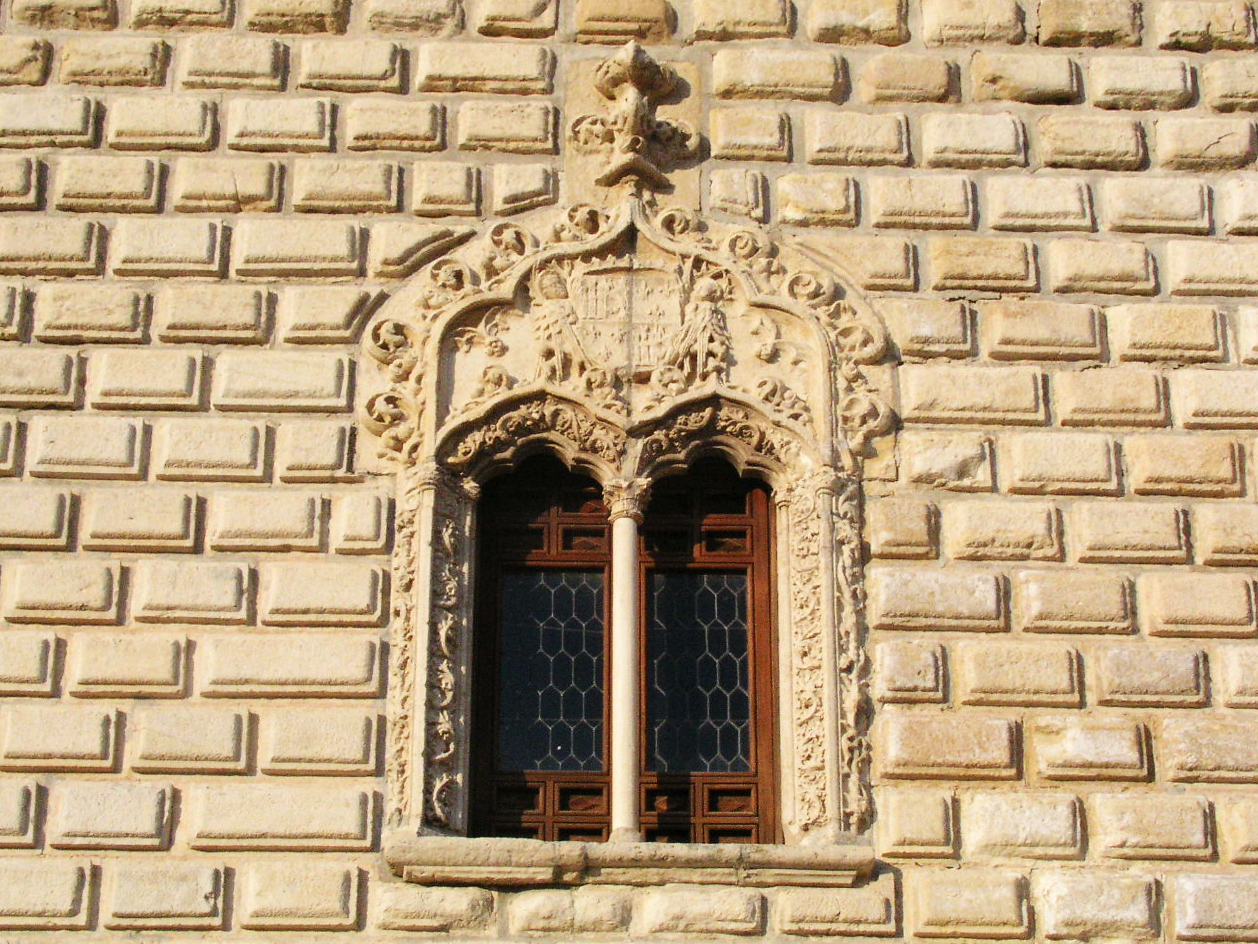
Palacio de Cogolludo (Guadalajara).

Lorenzo Vázquez de Segovia fue un arquitecto español del Renacimiento.
De él, documentalmente, poco más se sabe que su intervención en obras emprendidas por la casa de Mendoza a fines del siglo XV y principios del XVI, en las que se introduce el Renacimiento en España. Murió después de 1513 y antes del 12 de enero de 1517.

## Obras

### Colegio de Santa CruzdeValladolid
Obra básica y definidora de su estilo se le atribuye la parte renacentista, fue fundado por el cardenal Pedro González de Mendoza. Iniciada su construcción en 1487, conforme a las trazas de cuatro maestros de la escuela toledana hispano-flamenca, se termina en torno a 1491, según la inscripción conservada en el zaguán del edificio, aunque las obras complementarias duran algunos años más.
A Vázquez, como maestro de las obras del cardenal, debe corresponder, de lo subsistente, la idea de los artesonados renacentistas en los salones de la parte baja del edificio y, fundamentalmente, la fachada, renovada y desfigurada en el s. XVIII. En el paño central de la fachada dispone Vázquez el paramento almohadillado, conforme al tipo italiano de los palacios quattrocentistas, y la puerta en arco de medio punto con frontón circular encima, que alberga en su tímpano la representación del cardenal arrodillado ante Santa Elena. Pilastras a los lados con fina decoración de carácter italiano, frisos, delfines y candeleros, así como un rico coronamiento con decorada cornisa, son elementos fundamentales del estilo atribuible a Vázquez, en los que se advierte su directo entroncamiento con el arte quattrocentista, quizá debido a una formación en Italia, tal vez en Bolonia.

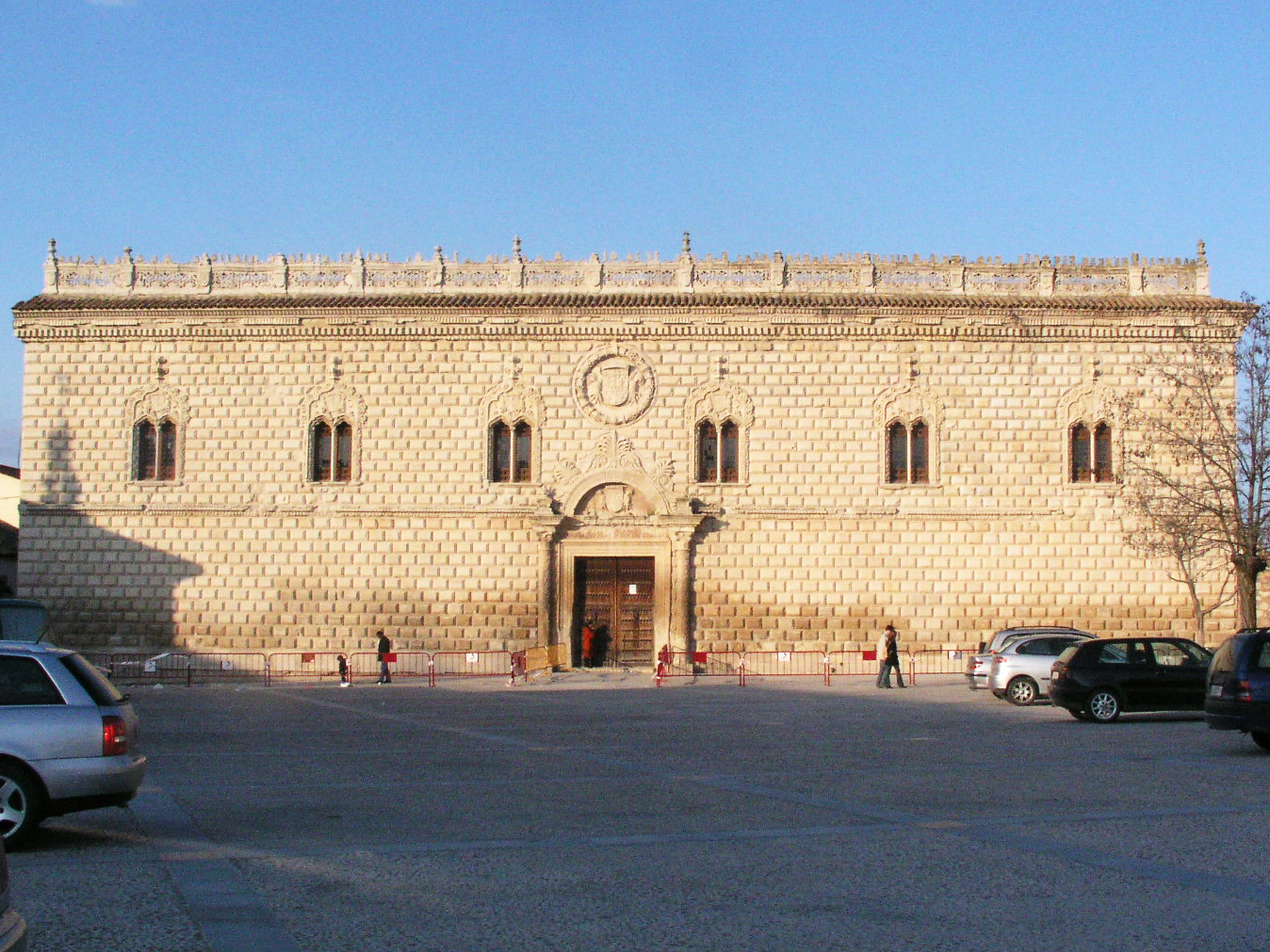
Palacio de Cogolludo (Guadalajara).

### Palacio de Cogolludo (Guadalajara)
Con más claridad se aprecia el entronque italiano en la obra del palacio de Cogolludo (Guadalajara), que se cree edificado entre 1489 y 1492, para Luis de la Cerda I Duque de Medinaceli. El paramento totalmente almohadillado, la puerta ricamente decorada con elementos en estrecha relación con el colegio de la Santa Cruz, el escudo central con láurea y la bella crestería, se compaginan con ventanas en las que aún están latentes las formas que arrancan de la tradición de la arquitectura hispano-flamenca toledana. 
En su interior es característico el patio con arcos escarzanos de tradición gótica, que descansan sobre columnas monolíticas, con capiteles en los que la corona de hojitas sobre el collarino constituye la nota característica del llamado capitel alcarreño, típico de los maestros que se relacionan con Vázquez en el primer cuarto del s. XVI.

### Convento de San Antonio de Mondéjar (Guadalajara)
En íntima conexión con las obras anteriormente reseñadas se encuentra el convento de San Antonio en la localidad de Mondéjar, fundación del segundo conde de Tendilla. De lo subsistente, únicamente puede deducirse el mantenimiento de la planta y estructura típicas de la arquitectura hispano-flamenca, pero en ella ya los soportes adosados son pilastras renacentistas, y en los muros se adosan escudos con láureas renacentistas. Particular importancia tiene su portada, remedo de la del colegio de la Santa Cruz de Valladolid, en la que se prodiga la decoración menuda renacentista, de grutescos y candelieri, aunque la ejecución es mucho más ruda, sin alcanzar la exquisitez de la talla del monumento vallisoletano. Fundado en 1487, consta que se termina en 1509.

### El palacio de Antonio de Mendoza
También se relaciona con el estilo de Vázquez otra importante construcción de los Mendoza, el palacio de Antonio de Mendoza, construido por Antonio de Mendoza en Guadalajara, luego convento de la Piedad y hoy Instituto de Enseñanza Media. Acabado en 1507, es importante por su magnífico patio, de dos pisos, y columnas con capiteles típicamente alcarreños, sobre los que descansan bien labradas zapatas, que soportan bellas soleras, repitiéndose la organización en el segundo piso, de orden corintio. Contribuye a la belleza del conjunto el magnífico alero y los antepechos de claraboya, en los que aún están latentes las formas de la arquitectura hispano-flamenca. De un estilo más rudo es la portada, mutilada, cuyo frontón puntiagudo muestra, así como la calidad de la talla, evidentes relaciones con la del convento de San Antonio de Mondéjar.

### Otras obras

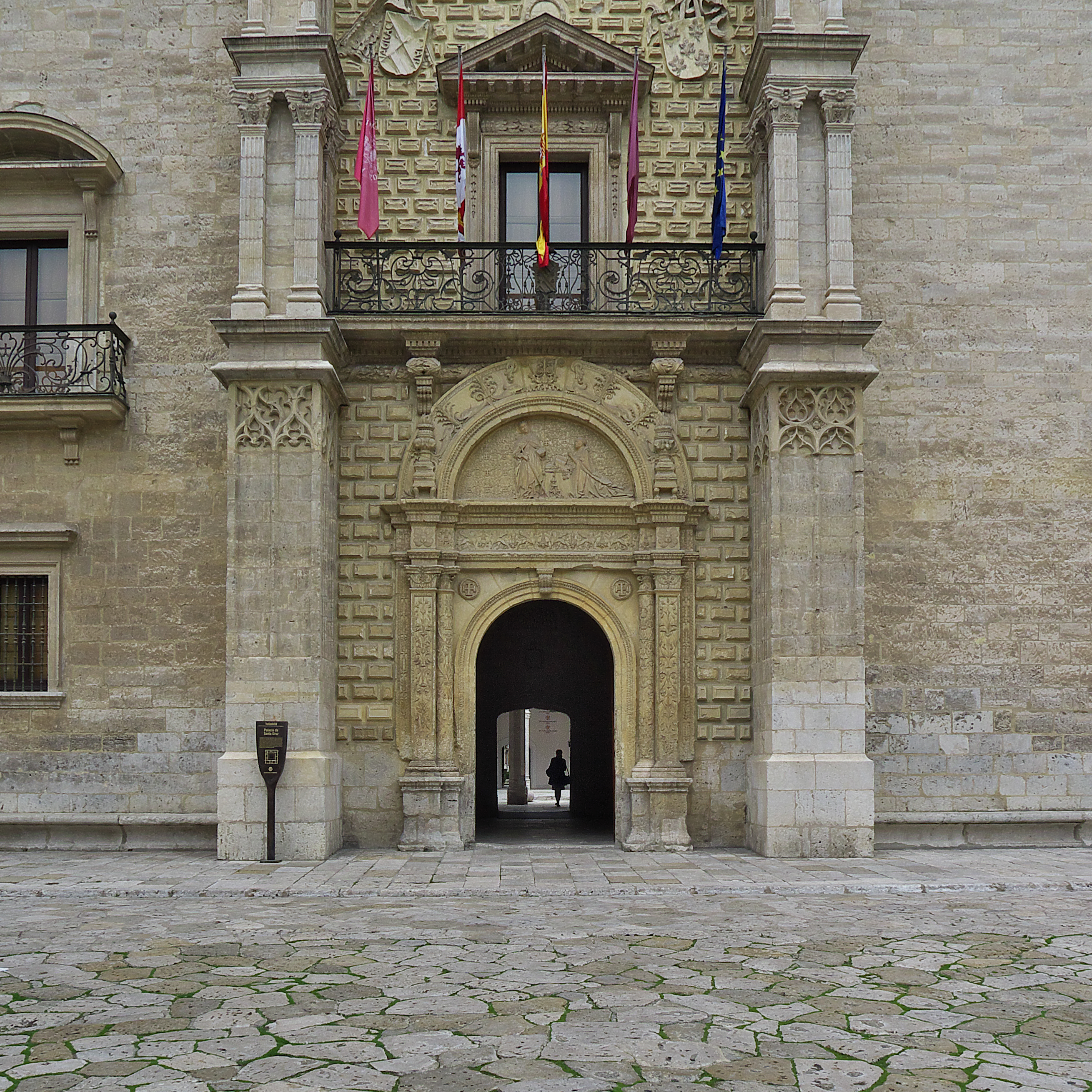
Palacio de Santa Cruz (Valladolid)

La obra de Vázquez se extiende a Andalucía, donde consta su intervención en el castillo de La Calahorra (Granada), encargado por Rodrigo Díaz de Vivar y Mendoza, marqués del Cenete, entre 1500 y 1513. Aunque la importación de piezas labradas en Italia y la intervención de Michele Carlone le dan una fisonomía especial, se atribuye a Vázquez la traza y dirección general del conjunto. 
Evidentemente es escasa la obra de Vázquez y puede ponerse en duda su condición de arquitecto, pero es indudable la importancia de su labor en cuanto a la introducción del Renacimiento en Castilla. Con su estilo se relacionan directamente varios maestros de Castilla la Nueva, y así lo vemos en la obra juvenil de Alonso de Covarrubias y, principalmente, la de los Adonza, que difunden su estilo no solo por esta zona sino por Castilla la Vieja. Incluso puede rastrearse su influencia en zonas alejadas, como, por ejemplo, en algunos aspectos de la casa de las Conchas de Salamanca y en la escalera del colegio de San Gregorio de Valladolid. 
No obstante, la figura de Vázquez queda un tanto envuelta en el misterio, pues consta que en 1499 se le paga por «ciertas muestras y labores» para la Alhambra, y años después por visitar la obra de la Capilla Real de Granada con Cristóbal de Adonza y Pedro de Morales.